# 龐勛
龐勳（？—869年），唐末兵變領袖，發動了龐勳之變。

## 簡介
龐勳生平未詳。唐懿宗咸通三年（862年），南詔佔交趾，唐政府召徐泗兵二千人赴援，後以八百人戍守桂州（廣西桂林），龐勳任桂州戍軍的糧料判官。咸通九年（868年）七月，桂林戍卒已遠戍六年，思歸心切，观察使崔彥曾以“軍帶匾乏，難以發兵”為理由，要求再留一年，此時戍卒怨憤，在桂州譁變，殺都頭王仲甫，推龐勳為首領，自行北歸，由桂林、湖南、湖北、安徽、浙江、江蘇，回到徐州。途中俘崔彥曾，廣大農民紛起響應，一时声势大震。龐勳軍不斷攻城略地，先後攻取了濠州、滁州、和州等地，並派遣重兵強攻泗州（今安徽泗縣）。
咸通十年（869年）唐朝廷派康承訓、王晏權、戴可師等二十萬前往鎮壓，分三路進攻。戴可師率三萬羽林軍恃勇輕進，渡過淮河，佔領泗州東南的都梁城（在今江蘇盱眙東南），此時龐勳軍在半夜悄悄撤出。戴可師進入都梁城，僅是空城。第二天，天降大霧，濠州王弘立引兵數萬大軍重新殺入，縱擊官軍，三萬官軍全軍覆沒，戴可師死於亂軍之中。這時龐勳錯失先機，自立為帝，國號嚴，然而他開始縱情淫樂。不久宿州守將張玄稔叛變降唐，情勢由勝而敗。是年（869年）九月，龐勳自徐州引兵西撒，唐軍以八萬之眾緊追不捨，龐勳不敵沙陀將士，又退至蘄縣（今安徽宿州南）渡河，降將李兗拆毀渡河之橋，龐勳軍已無退路，為康承訓等人所擊潰，龐勳溺水死。史稱龐勳之變。